# Medicikapellet
| Giuliano di Lorenzo de' Medicis gravmonument med skulpturerna "Natten och "Dagen" |  | Lorenzo II de' Medicis gravmonument med skulpturerna "Skymningen" och "Gryningen" |
| Giuliano di Lorenzo de' Medicis gravmonument med skulpturerna "Natten och "Dagen" |  | Lorenzo II de' Medicis gravmonument med skulpturerna "Skymningen" och "Gryningen" |

Medicikapellen är ett gravkapell i anslutning till Basilica di San Lorenzo i Florens. Kapellet benämns vanligtvis Nya sakristian (Sagrestia Nuova). Kapellet och skulpturerna ritades av Michelangelo mellan 1520 och 1531. Interiörens arkitektur präglas av kontrasten mellan den vita och den mörkgrå marmorn. Gravmonumentet över Giuliano di Lorenzo de' Medici (1479–1516) har två skulpturer som representerar "Natten" och "Dagen", medan det över Lorenzo II de' Medici (1492–1519) har skulpturer som skall gestalta "Skymningen" och "Gryningen".

## Detaljvyer
Bilderna visar kopior i Pusjkinmuseet.

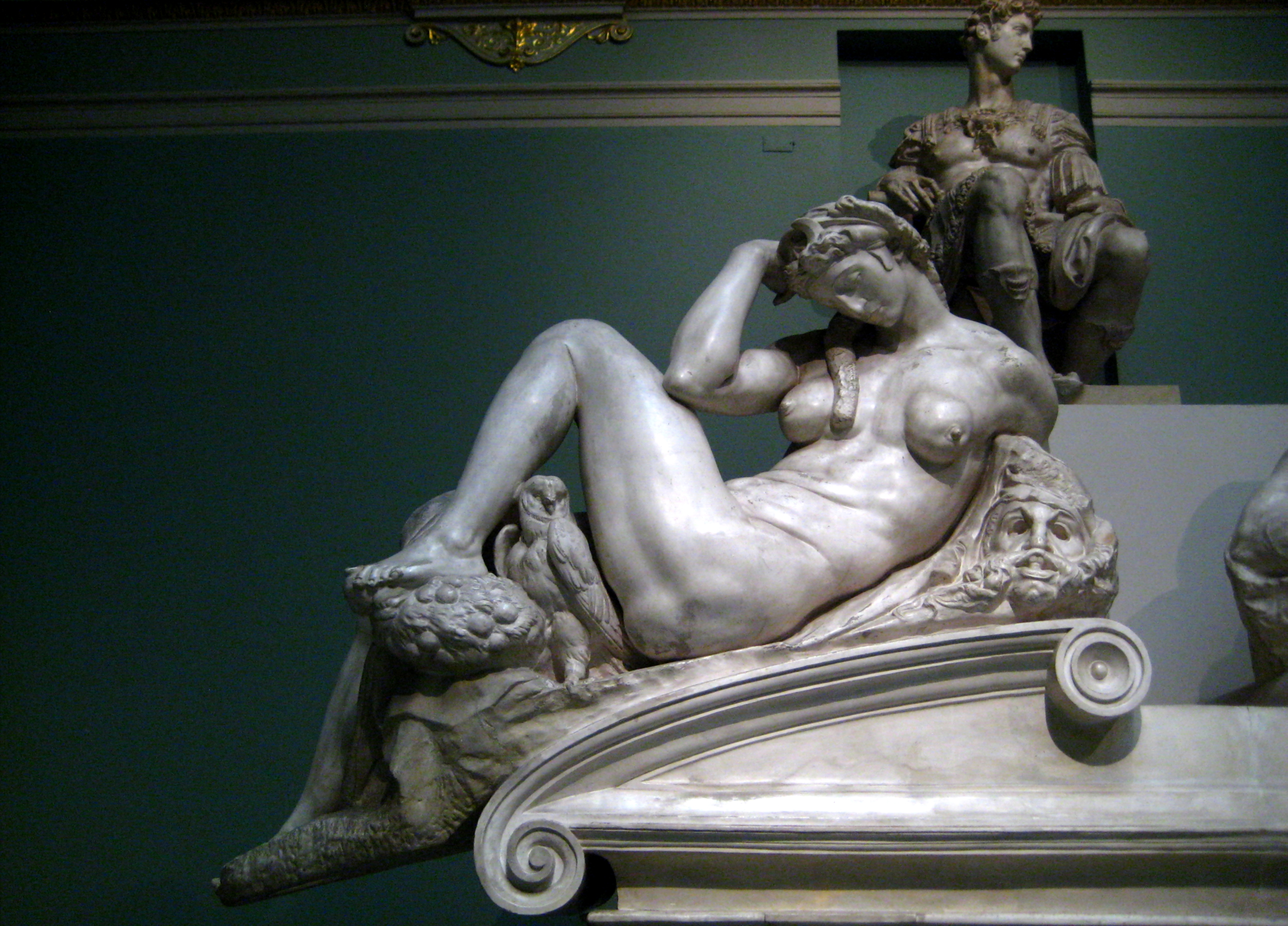
"Dagen"
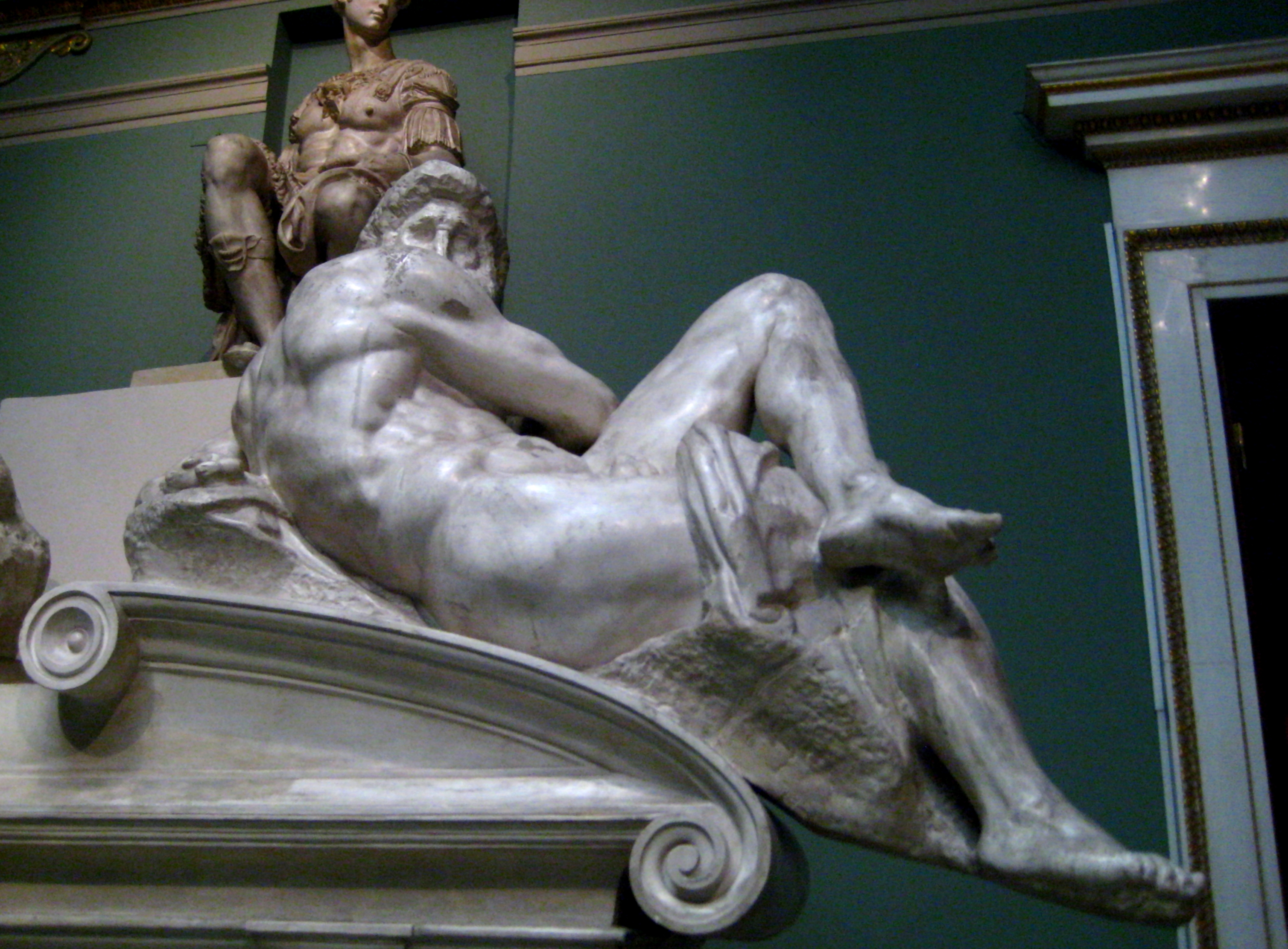
"Natten"
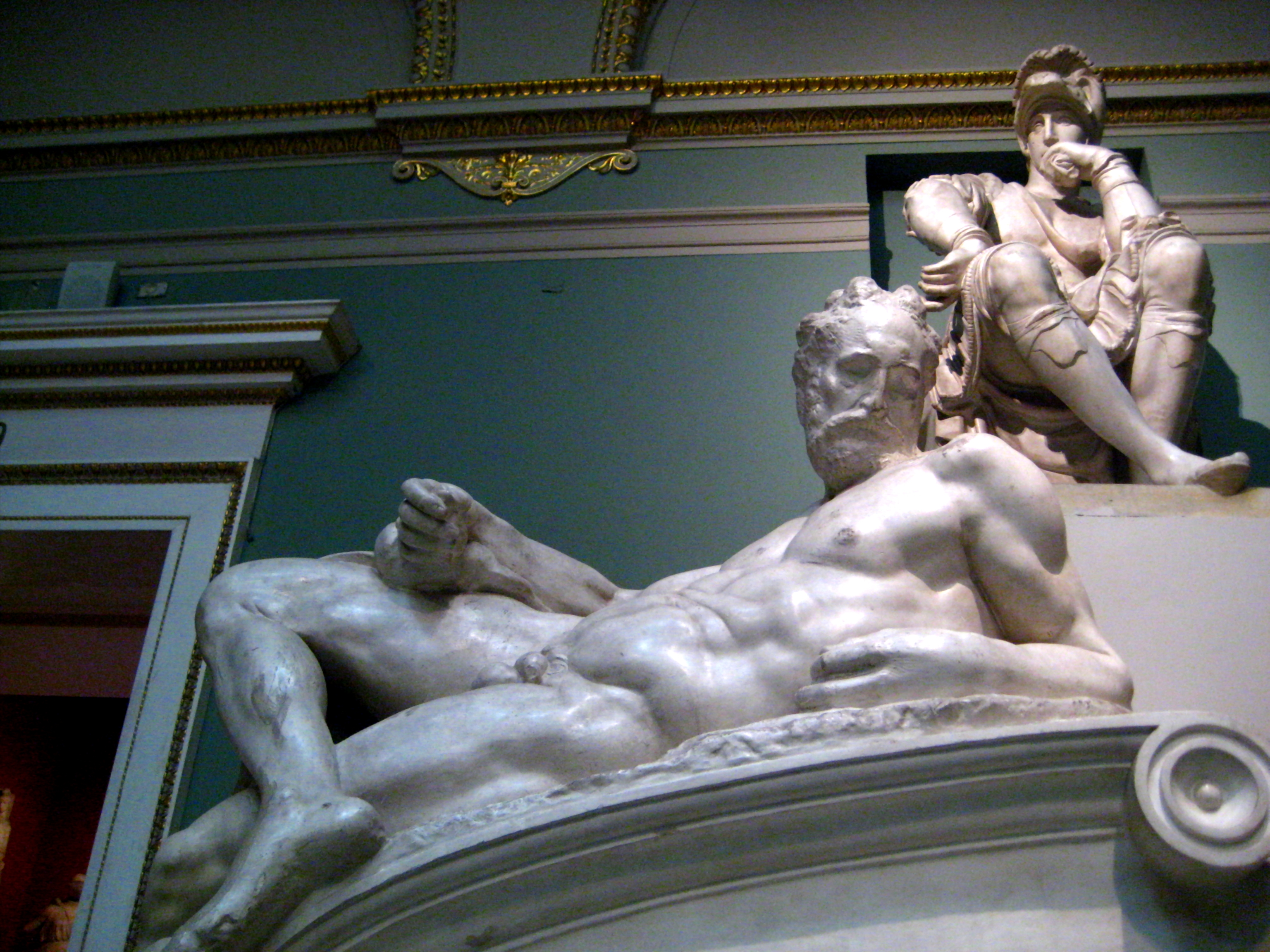
"Gryningen"
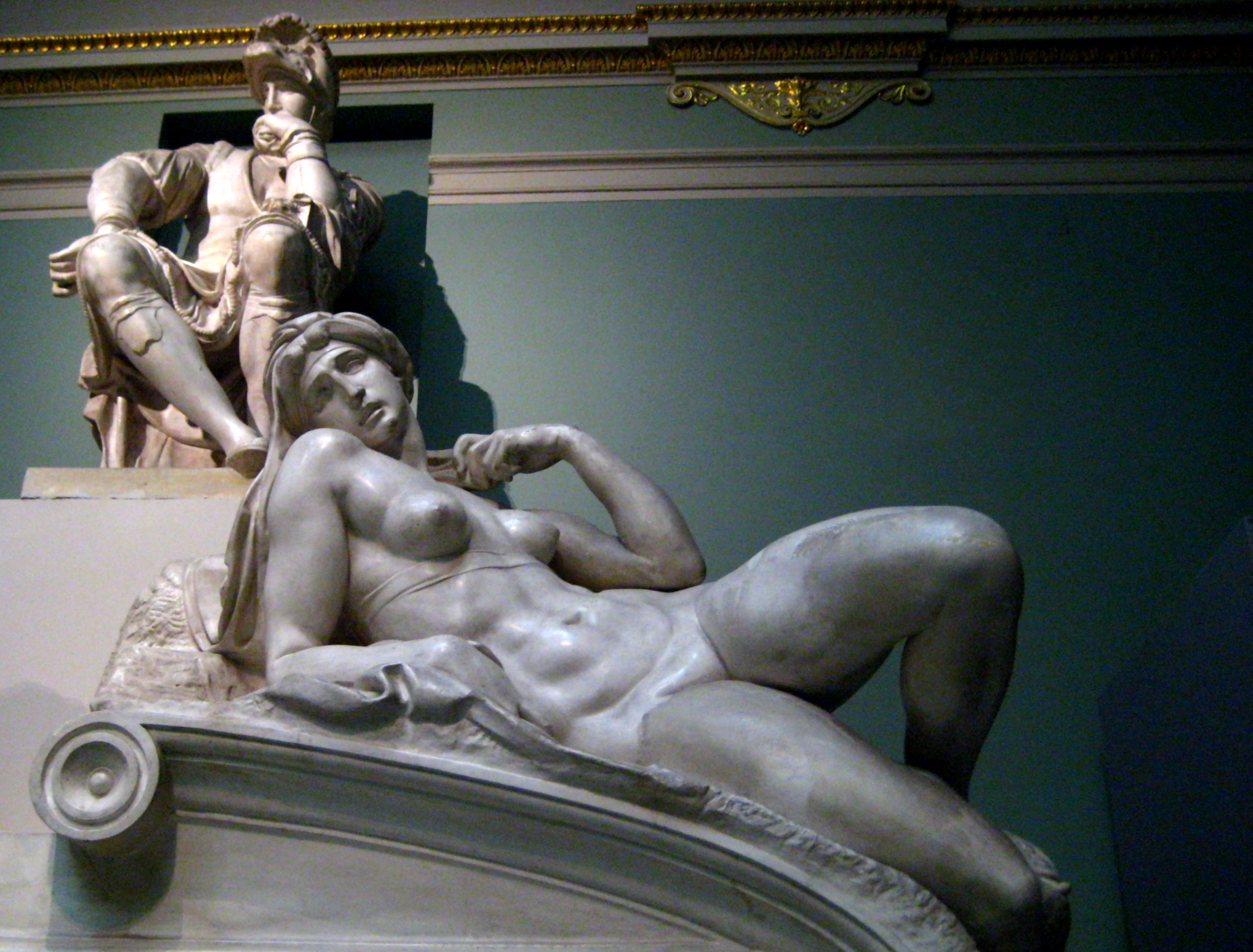
"Skymningen"